# أنا كارينينا (فلم 1911)
أنّا كارينينا (الروسية: Анна Каренина)، فيلم قصير روسي، أُنتج عام 1911 من إخراج موريس مايتر.

## الحبكة
استند الفيلم على روايةأنا كارينينا التي كتبها ليو تولستوي عام 1878.
تتأرجح الكونتيسة أنّا كارنينا بين عشيقها فرونسكي وزوجها الكونت كارينين. يسبب حب أنّا لفرونسكي لها ألمًا كبيرًا وضغطًا اجتماعيًا. يريد فرونسكي أن تترك أنّا زوجها، لكن فرونسكي سرعان ما يذهب إلى الحرب، ما يجعلها عاجزة. تشعر أنّا بالوحدة، وتبدأ بفقدان عقلها، وفي النهاية ترمي بنفسها أمام القطار.

## الممثلون
- م. سوروتشتينا في دور آنا كارنينا
- السيد تروجانوف في دور كارينين
- نيكولاي فاسيلييف في دور فرونسكي
- مامونوفا
- أ. فيسكوف
- نيكولاي فيكوف

## نقد الفيلم
ليف أنينسكي: لا شك أن الإخراج الفرنسي النموذجي للفيلم وأداء فاسيلييف، الذي دأب على تقليد الممثلين الفرنسيين، قد ضيقا إلى حد كبير النطاق النفسي لهذا الفيلم. لم يتحول إلى تحفة فنية.

## روابط خارجية
- أنا كارينينا  في قاعدة بيانات الأفلام على الإنترنت (بالإنجليزية)